# لورن کاسکی
لورن کاسکی (انگلیسی: Lauren Kaskie؛ زادهٔ ۱۸ سپتامبر ۱۹۹۵) بازیکن فوتبال اهل ایالات متحده آمریکا است.
وی همچنین در تیم‌های ملی فوتبال United States women's national under-17 soccer team و United States women's national under-20 soccer team بازی کرده‌است.